# Pulverklubba
Pulverklubba (Phleogena faginea) är en svampart som först beskrevs av Elias Fries, och fick sitt nu gällande namn av Heinrich Friedrich Link 1833. Pulverklubba ingår i släktet Phleogena och familjen Phleogenaceae.  Arten är reproducerande i Sverige. Inga underarter finns listade i Catalogue of Life.

## Bildgalleri

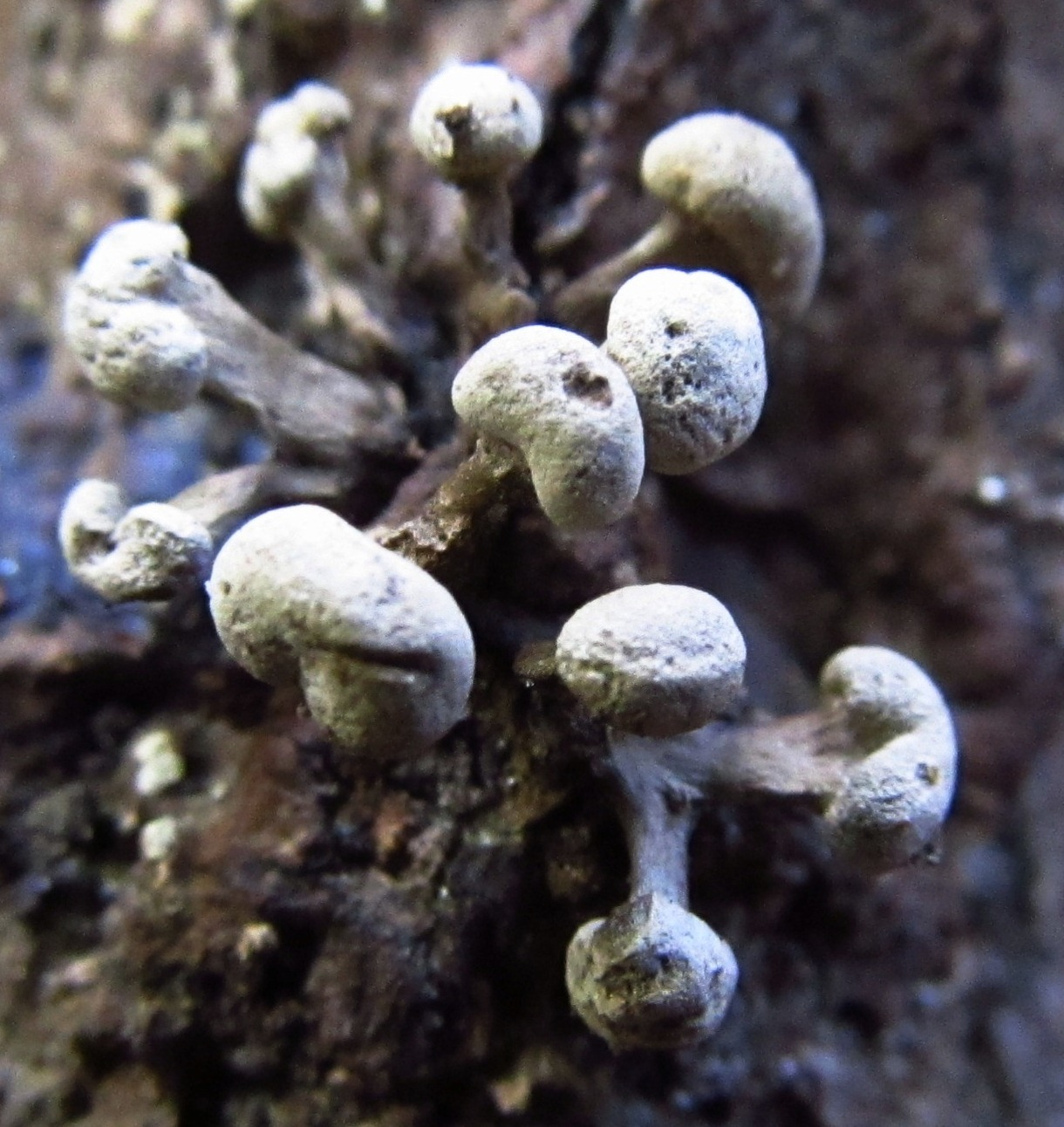
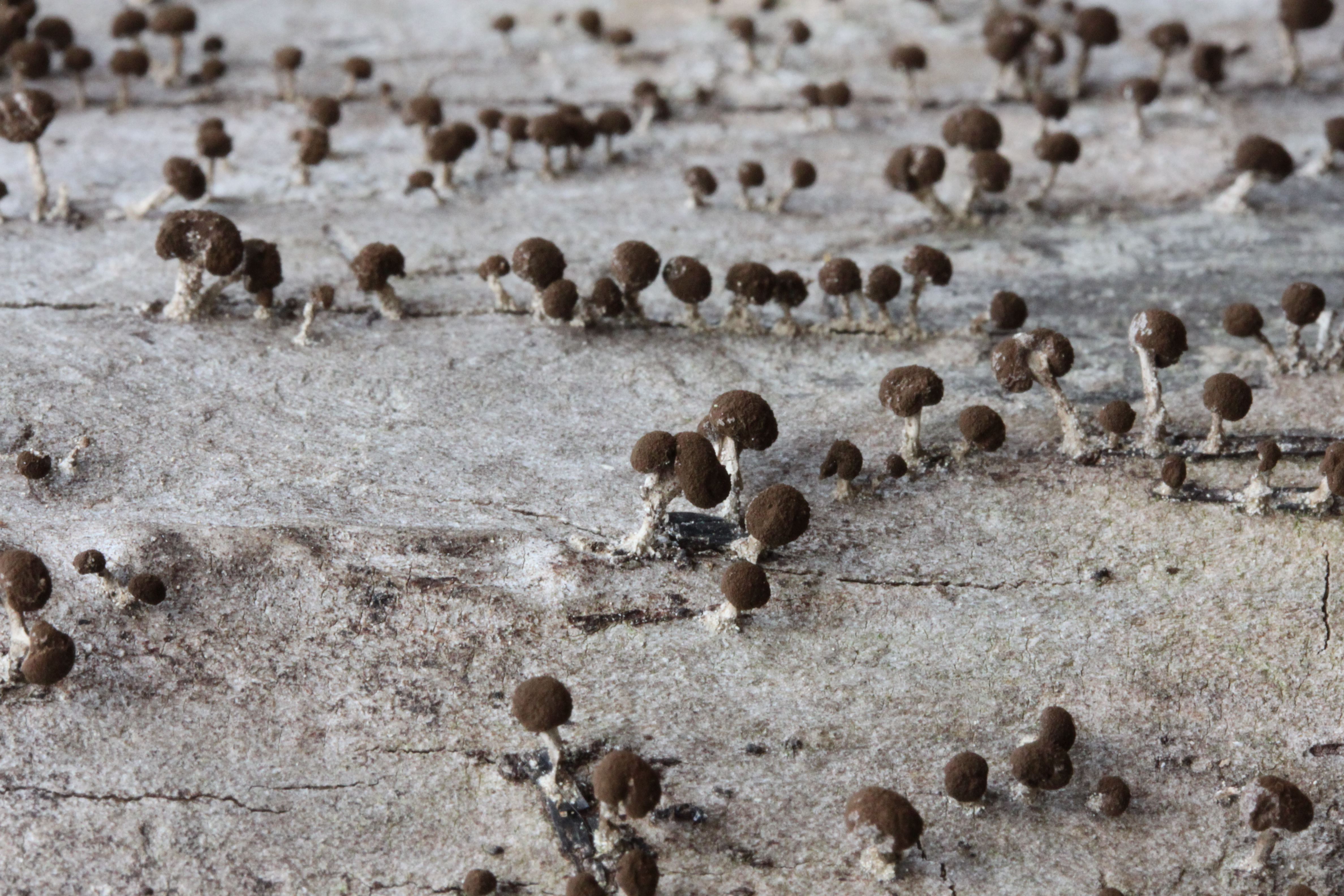